# Brug 604

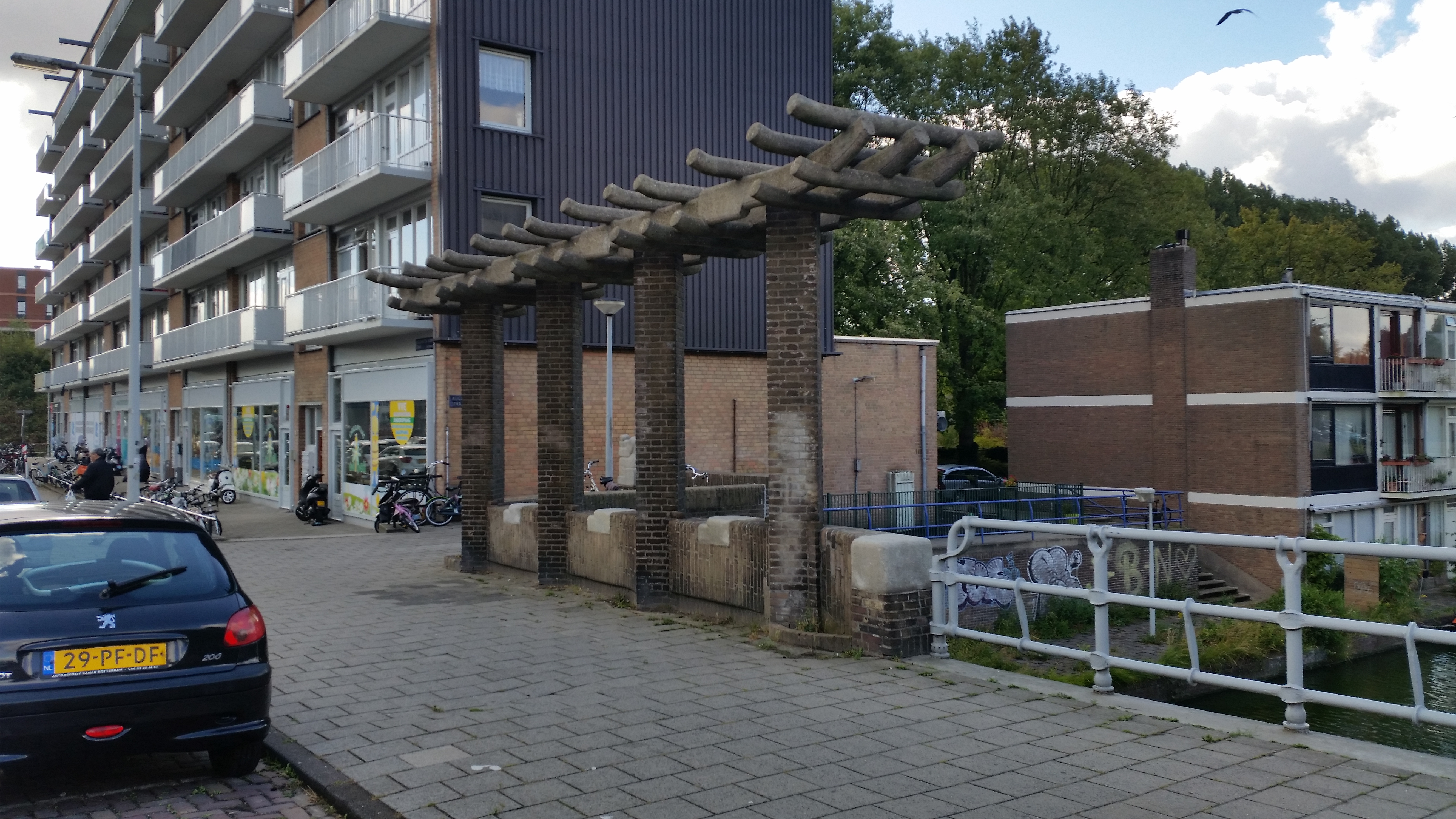
Pergola van Piet Kramer (augustus 2018).

Brugnummer 604 is een vaste brug in Amsterdam Nieuw-West.

## Brug
De verkeersbrug ligt in de Burgemeester Roëllstraat en overspant de Burgemeester Cramergracht. De brug is een ontwerp van Piet Kramer en was een van zijn laatste voor zijn pensioen bij Publieke Werken. Hij zou worden opgevolgd door Dick Slebos, die ontwerpen maakte voor andere bruggen in de omgeving. De brug heeft de typische bouwkenmerken van Kramer uit de Amsterdamse School. De bakstenen brughoofden, het toepassen van natuursteen en beeldhouwwerken in de onmiddellijke nabijheid. In tegenstelling tot andere bruggen van Kramer was niet Hildo Krop de ingeschakelde beeldhouwer, maar Jan Meefout. Zijn Het gezin en Man en vrouw sieren de brug. In 1987 mocht vervolgens Rob Schreefel er een aantal ruimtelijke versieringen aan toevoegen.
In 2016 wilde de gemeente af van officieuze vernoemingen bij de bruggen. Zo kon het gebeuren dat op het moment dat tientallen Amsterdamse bruggen een nieuwe naam kregen, deze brug nu juist haar naam/namen verloor. Een eerste bijnaam, de Pieter Kramerbrug, was vergeven aan een brug nabij de Amstel. De andere bijnaam de Bananenbrug (naar de versieringen op de pergola’s) mocht vanaf juli 2016 ook niet meer gebruikt worden, zij gaat sinds dan dus naamloos door het leven. De brug is in 2011 op de lijst van gemeentelijke monumenten geplaatst.

## Afbeeldingen

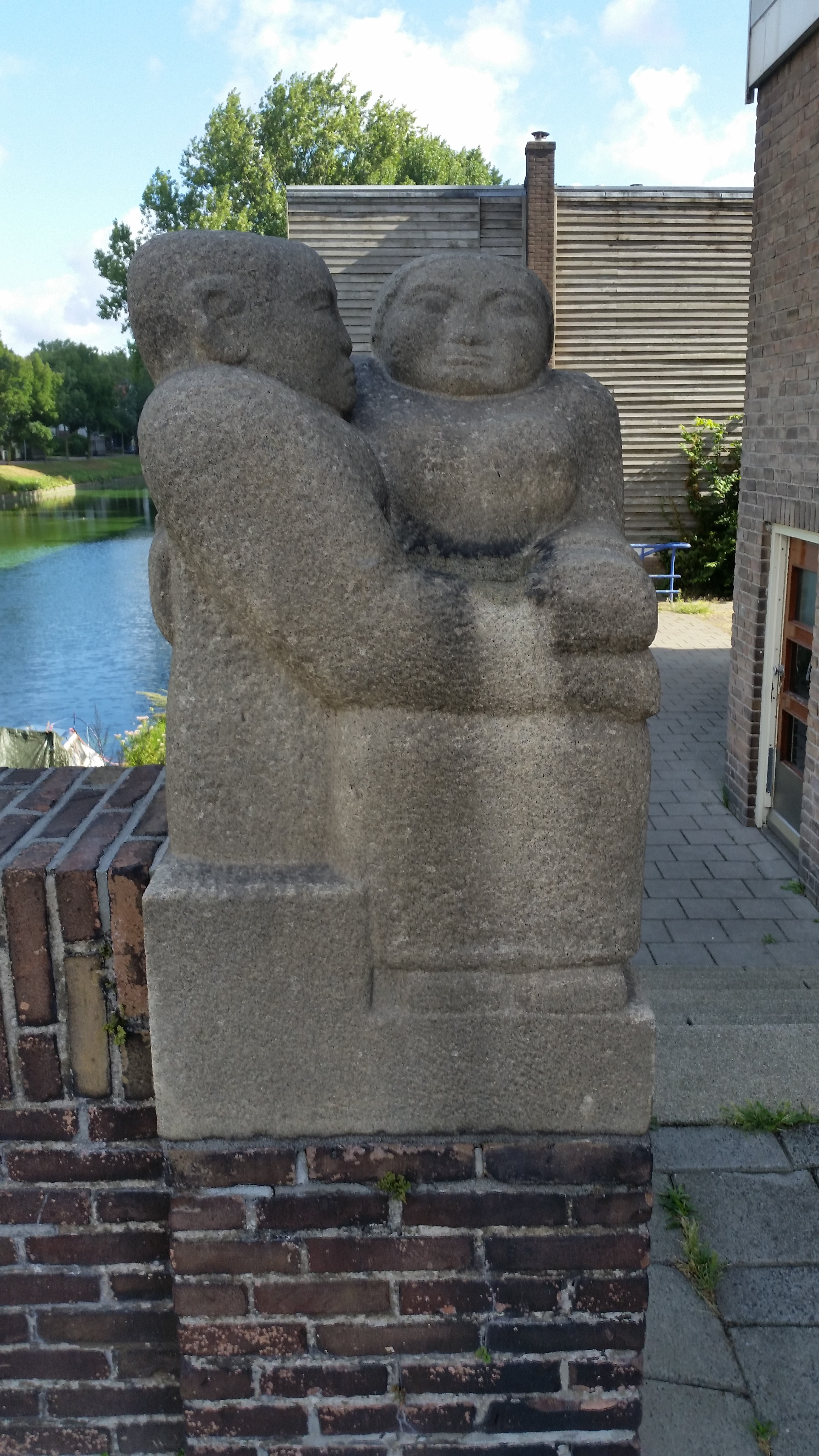
Echtpaar van Jan Meefout (augustus 2018)
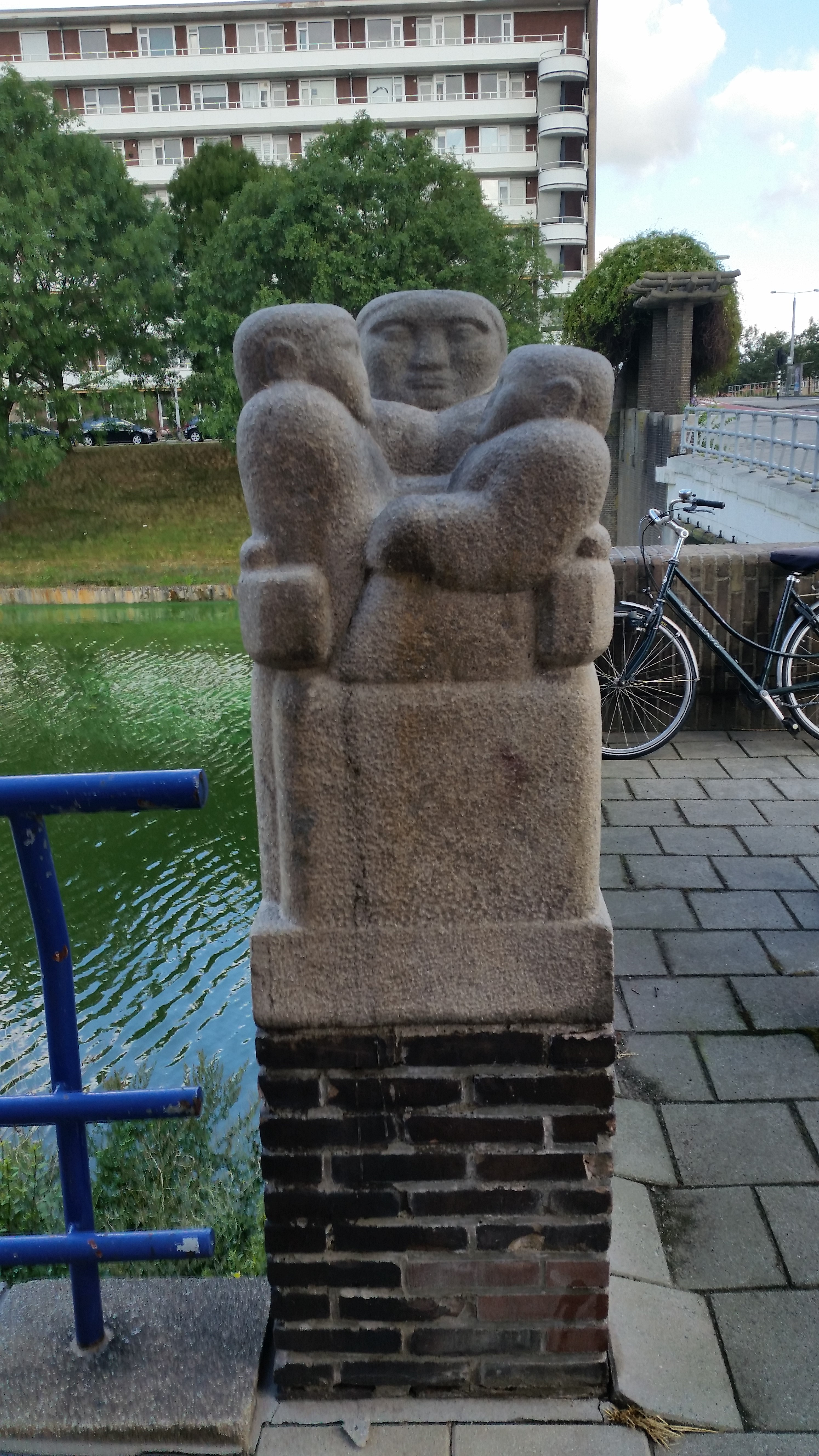
Gezin van Jan Meefout (augustus 2018)
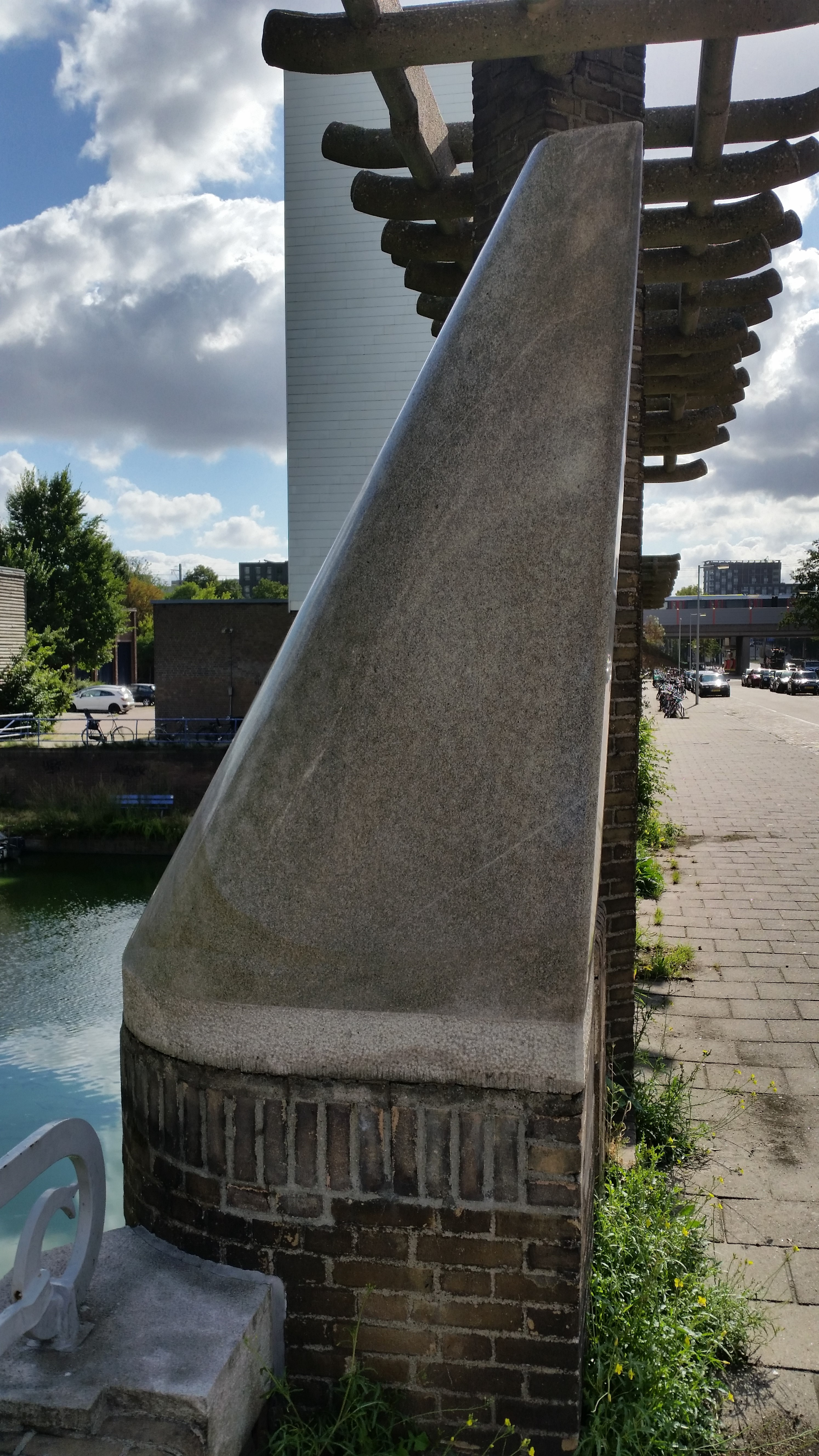
Siersteen van Rob Schreefel (augustus 2018)

<<< · 600 · 601 · 602 · 603 · 604 · 605 · 606 · 607 · 608 · 609 · 610 · 611 · 612 · 613 · 614 · 615 · 616 · 617 · 618 · 619 · 620 · 621 · 622 · 623 · 624 · 626 · 627 · 628 · 629 · 630 · 631 · 632 · 633 · 634 · 635 · 636 · 637 · 638 · 639 · 643 · 651 · 652 · 653 · 655 · 656 · 657 · 658 · 659 · 660 · 661 · 662 · 663 · 664 · 665 · 666 · 667 · 668 · 669 · 670 · 671 · 673 · 674 · 675 · 676 · 677 · 678 · 679 · 681 · 682 · 683 · 684 · 685 · 687 · 688 · 689 · 690 · 691 · 692 · 695 · 696 · 699 · >>>
Verdwenen brugnummers: 625 (afgebroken brug Sam van Houtenstraat), 640, 644, 645, 646, 647, 648, 650, 672 (duiker Cornelis Lelylaan, Rembrandtpark), 694, 698.
Nooit gebouwd: 649, 680 (nooit gebouwde brug Sloterplas).
Brugnummers 641, 642, 654, 686, 693, 694 en 697 zijn onbekend.